# Église Saint-Jean de Saint-Jean-de-Blaignac
Pour les articles homonymes, voir Église Saint-Jean.
L'église Saint-Jean est une église catholique située à Saint-Jean-de-Blaignac, en France.

## Localisation
L'église est située dans le département français de la Gironde, sur la commune de Saint-Jean-de-Blaignac.

## Historique
L'église est une ancienne priorale du XIe siècle à nomination de l'Abbaye de La Sauve-Majeure depuis 1114. Léo Drouyn  écrivait que les matériaux provenant des monuments gallo-romains qui couvraient le plateau ont servi à élever les murs de cette église primitive. La façade a été fortifiée au XIVe siècle pendant la Guerre de Cent Ans avec quatre échauguettes et un assommoir.
La croix de cimetière, qui date du XIXe a été classé au titre des monuments historiques le 25 avril 2001
L'édifice est classé au titre des monuments historiques en 2002.

## Galerie

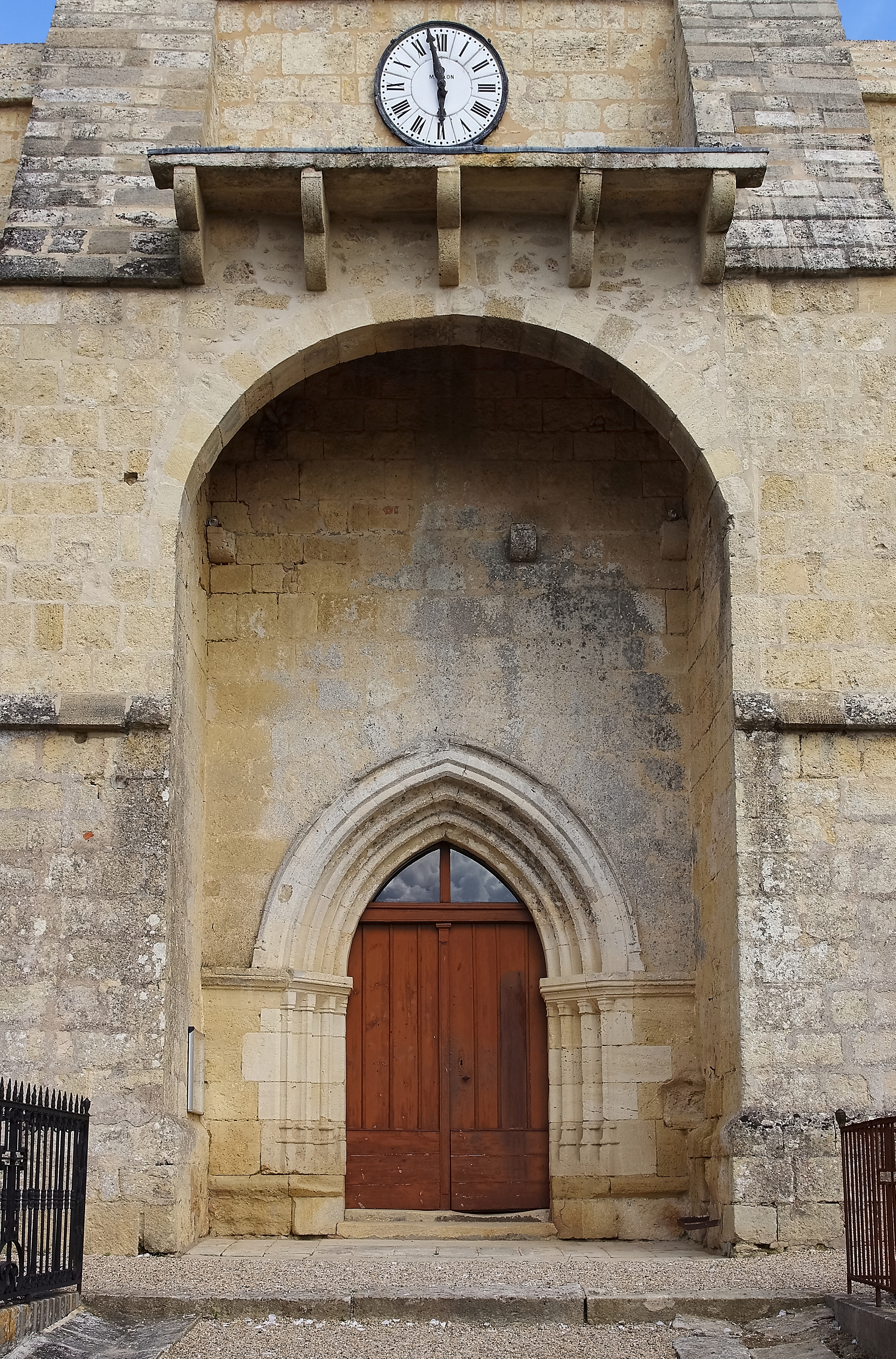
Le portail
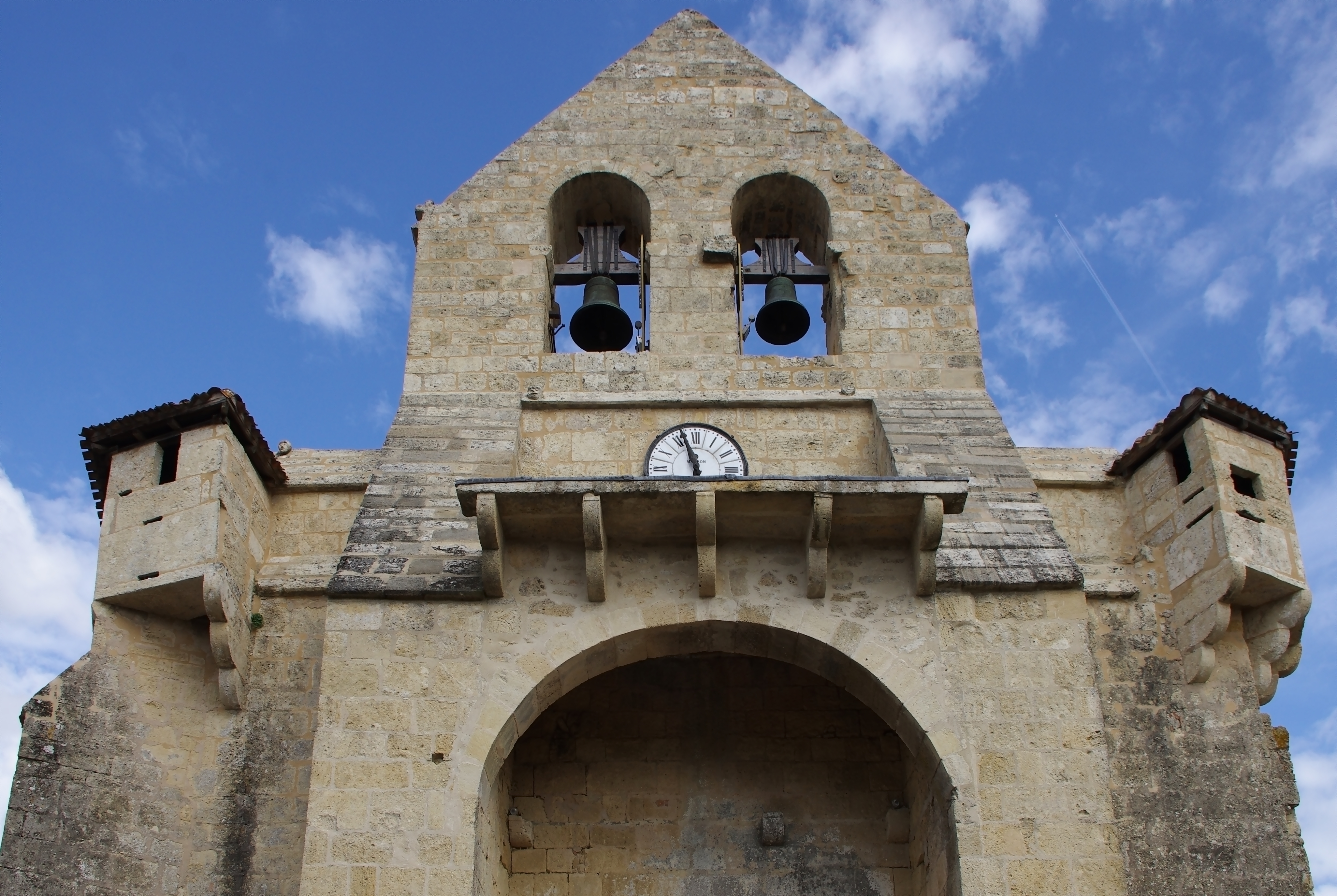
Le clocher
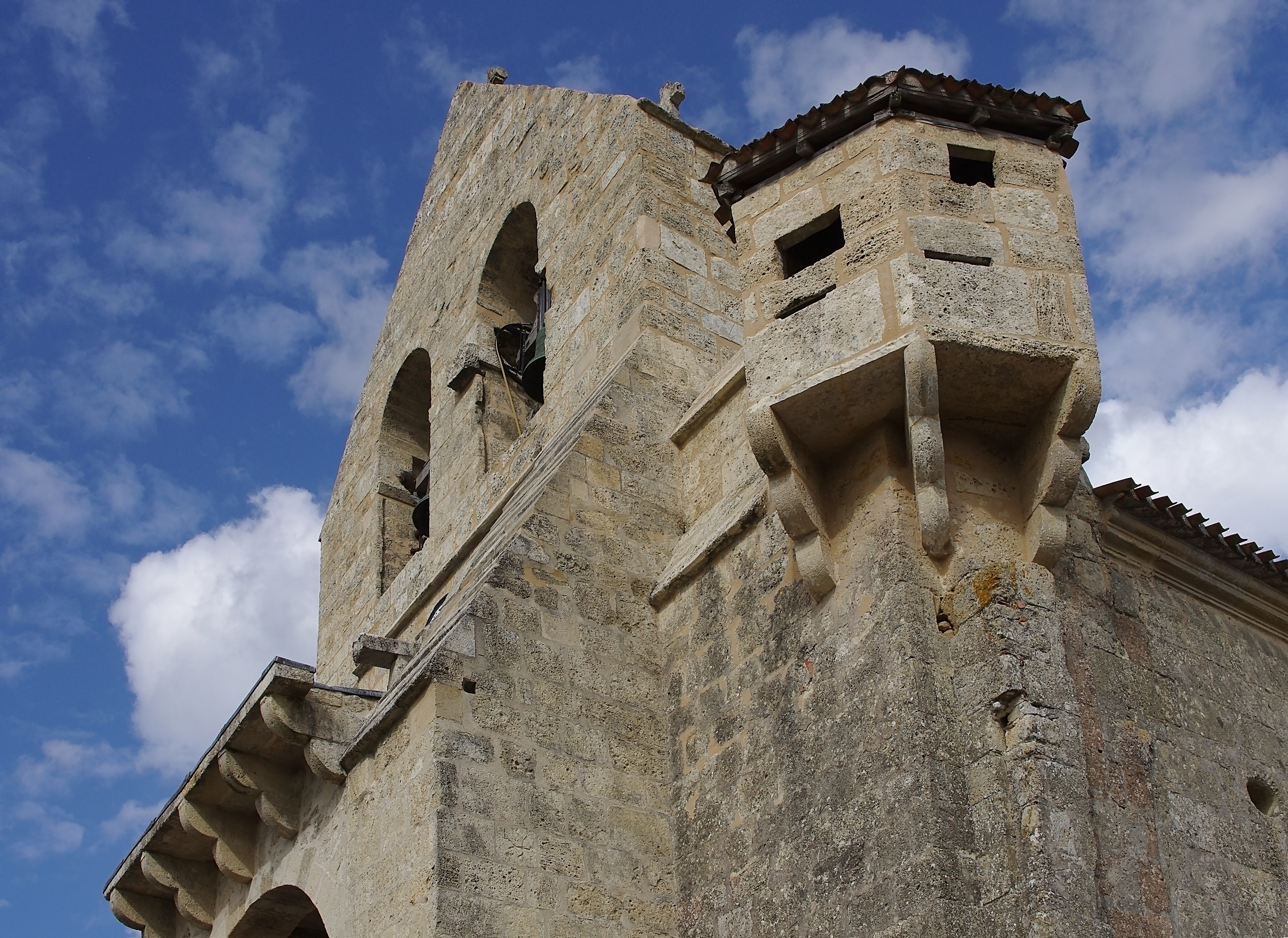
Tourelle latérale droite
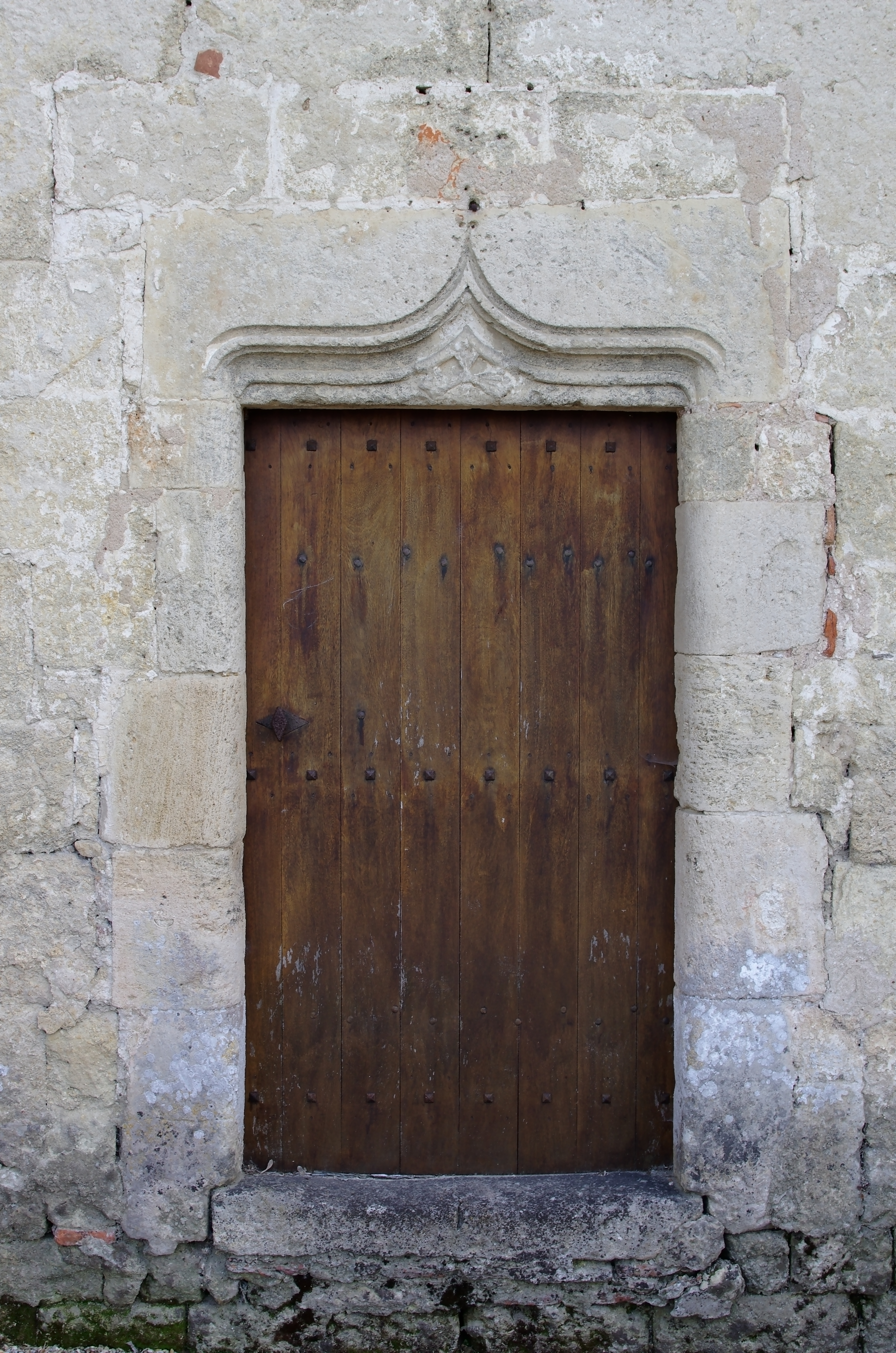
Porte latérale
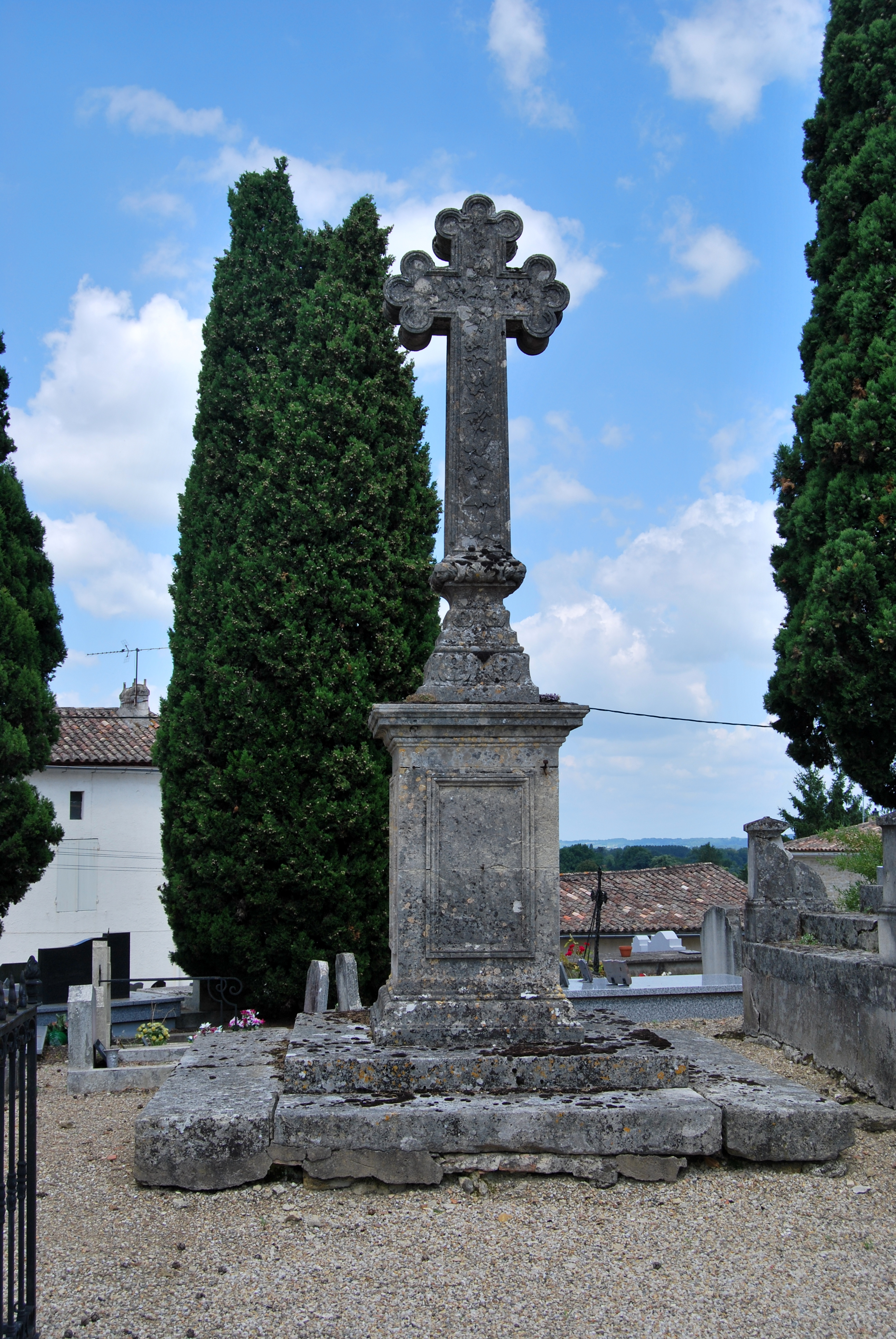
Croix de cimetière